# William Axt
William Axt (New York, 19 april 1888 – Ukiah, 13 februari 1959) was een Amerikaans componist van filmmuziek.

## Levensloop
William Axt werd geboren in The Bronx in New York. Hij studeerde muziek aan het National Conservatory of Music of America en behaalde een doctorstitel aan de Universiteit van Chicago in 1922. Axt werkte als assistent-dirigent voor de Hammerstein Grand Opera Company en was muziekdirecteur van het Capitol Theatre in Manhattan, voordat hij in 1929 aan de slag ging bij de muziekafdeling van Metro-Goldwyn-Mayer. Hij componeerde muziek bij meer dan 200 films.
Hij trok zich terug uit de filmindustrie om paarden te fokken in Laytonville in Californië.

## Filmografie (selectie)
- 1922: The Prisoner of Zenda
- 1924: He Who Gets Slapped
- 1924: Greed
- 1925: The Big Parade
- 1925: Ben-Hur
- 1927: Winners of the Wilderness
- 1928: White Shadows in the South Seas
- 1928: Our Dancing Daughters
- 1929: Where East Is East
- 1931: Susan Lenox (Her Fall and Rise)
- 1931: Private Lives
- 1932: Grand Hotel
- 1933: Dinner at Eight
- 1933: Sons of the Desert
- 1934: Men in White
- 1934: The Thin Man
- 1935: David Copperfield
- 1936: Libeled Lady
- 1943: Madame Curie